# Гагер-Сіті (Вісконсин)
Гагер-Сіті (англ. Hager City) — переписна місцевість (CDP) в США, в окрузі Пієрс штату Вісконсин. Населення — 357 осіб (2020).

## Географія
Гагер-Сіті розташований за координатами 44°36′2″ пн. ш. 92°31′54″ зх. д. / 44.60056° пн. ш. 92.53167° зх. д. (44.600599, -92.531670).  За даними Бюро перепису населення США в 2010 році переписна місцевість мала площу 5,02 км², з яких 5,00 км² — суходіл та 0,01 км² — водойми.

## Демографія
Згідно з переписом 2010 року, у переписній місцевості мешкало 338 осіб у 139 домогосподарствах у складі 89 родин. Густота населення становила 67 осіб/км².  Було 155 помешкань (31/км²).
Расовий склад населення:
| - 98,5 % — білих - 0,6 % — чорних або афроамериканців - 0,3 % — азіатів |

До двох чи більше рас належало 0,3 %. Частка іспаномовних становила 0,3 % від усіх жителів.
За віковим діапазоном населення розподілялося таким чином: 22,2 % — особи молодші 18 років, 69,2 % — особи у віці 18—64 років, 8,6 % — особи у віці 65 років та старші. Медіана віку мешканця становила 38,8 року. На 100 осіб жіночої статі у переписній місцевості припадало 104,8 чоловіків;  на 100 жінок у віці від 18 років та старших — 107,1 чоловіків також старших 18 років.
Середній дохід на одне домашнє господарство  становив 73 618 доларів США (медіана — 73 068), а середній дохід на одну сім'ю — 83 363 долари (медіана — 74 886). За межею бідності перебувало 5,4 % осіб, у тому числі 0,0 % дітей у віці до 18 років та 23,1 % осіб у віці 65 років та старших.
Цивільне працевлаштоване населення становило 159 осіб. Основні галузі зайнятості: виробництво — 31,4 %, освіта, охорона здоров'я та соціальна допомога — 21,4 %, будівництво — 17,0 %.